# Rocca di Meldola
La rocca di Meldola è una rocca che sovrasta il centro di Meldola, a 12 km da Forlì, in Emilia-Romagna.
Di origini antiche, sebbene non se ne conosca la precisa data di edificazione, è probabilmente databile al X-XI secolo. Appartenne alle più importanti famiglie feudali che si avvicendarono al potere nella Romagna o Romanula, come i Severi, i da Montefeltro, gli Ordelaffi e i Malatesta.

## Storia e descrizione
Le prime notizie di un insediamento difensivo nella città sono antecedenti all'anno mille e divenne, già nel secolo successivo, terreno di scontri tra la chiesa Ravennate e i discendenti dell'esautorato conte Lamberto dei Conti Severi di Giaggiolo e i conti di Bertinoro; furono questi ultimi, con Bonifacio, a interrompere le lotte nel 1158, lasciando tutto il castello e l'intera sua corte all'arcivescovo Anselmo. La rocca diventa così proprietà della Chiesa ravennate sebbene a lungo contesa dai nobili locali. 
Nel 1283 diviene proprietà della Chiesa di Roma, che in più riprese la perderà per riconquistarla nel volgere di pochi anni. Nel 1350 gli Ordelaffi riescono ad impossessarsi della roccaforte ma la perderanno nel volgere di 9 anni, nel 1359 per opera del cardinale Albornoz.
Nel 1379 viene presa dai Malatesta che la terranno fino al '500 quando i territori di Romagna cadranno definitivamente sotto il controllo della Chiesa.
Nel 1214 Meldola era già libero comune ma rimaneva comunque legata all'obbedienza verso il vicario di Ravenna anche se, nel 1229 è considerata territorio imperiale, nello stesso anno i meldolesi si sottomisero all'Arcivescovo ravennate. Da questo momento in poi, però, diventa difficile seguire passo passo i diversi avvicendamenti e le conquiste del castello che, sebbene sia da considerarsi principalmente territorio pontificio, vede diverse bandiere alzarsi sulle proprie mura. Il castello fu anche ultimo rifugio romagnolo di Guido da Montefeltro, conte di Giaggiolo e astuto condottiero, che, dopo la celeberrima vittoria riportata sulle truppe pontificie a Forlì, si vide costretto a lasciare il comando delle truppe comunali e, difeso dalle mura meldolesi, patteggiare il proprio esilio ed il confino fuori dalla regione. La rocca fu, quindi, pedina importante nelle lotte regionali tra guelfi e ghibellini stimolando, rispettivamente, gli appetiti sia degli Ordelaffi che degli Orgogliosi.
Grandioso fu, nel 1334, l'assedio di quattro mesi messo in atto da Francesco Ordelaffi, signore di Forlì e Cesena, con l'aiuto del marchese di Ferrara, del Malatesta e di Ostasio da Polenta; il forlivese, intenzionato a prendersi finalmente il castello, cingeva le mura con tre trabucchi e alcuni potenti argani. Il papa si vide, quindi, costretto a richiedere l'aiuto dei fiorentini ai quali, come ringraziamento, fu donato il castello. Ritornata sotto la protezione pontificia nel 1341, fu infine conquistata dall'Ordelaffi nel 1350 che ne rafforzò le strutture difensive. Il signore venne però tradito dal castellano e perdette da prima la città e poi anche la rocca che fu conquistata da Galeotto Malatesta il quale, nel frattempo, si era unito alla crociata contro i forlivesi.
Durante il lungo dominio malatestiano il castello venne ulteriormente fortificato e fu sfruttato come dimora da Novello Malatesta nel periodo della peste cesenate (1457) e da Vannetta Toschi moglie di Sigismondo. Dopo le conquiste di Imola e Forlì da parte di Cesare Borgia, Pandolfo IV Malatesta non poté far altro che vendere tutto il feudo al Valentino: la fortuna del duca, comunque, durò poco e già nell'ottobre del 1503 il popolo ne cacciò le truppe ed innalzò il gonfalone di san Marco; per sei anni, quindi, nel castello si stabilirono le autorità venete fino al termine della guerra della Lega di Cambrai, quando Meldola tornò nuovamente sotto lo Stato Pontificio. In questi pochi anni, comunque, restaurarono il castello e ricostruirono la porta di sant'Andrea. Papa Leone X, l'11 marzo 1518, concesse il territorio in feudo ad Alberto III Pio di Carpi, colto e raffinato diplomatico e poi al fratello Leonello che la trasformò da struttura difensiva a vera e propria dimora principesca; prima, però, dovette subire le violenze e le crudeltà dei Lanzichenecchi nell'aprile del 1527. Meldola divenne capitale del piccolo feudo romagnolo, suo e della moglie, contessa Ippolita Comnena, (Sarsina, Bertinoro, Verucchio e Scorticata) e Leonello si adoperò per migliorare le condizioni del borgo, con il restauro dell'acquedotto, l'istituzione del Monte di Pietà e l'edificazione della chiesa di San Rocco. Purtroppo non molto rimane dei miglioramenti eseguiti nella Rocca che, in questi anni, raggiunse forse il suo massimo splendore.
140 000 scudi d'oro, ecco quanto valeva il feudo di Meldola e Sarsina nel 1597 (la contea di Verucchio e Scorticata era già stata riassorbita con un cavillo dalla Camera Apostolica) quando Rodolfo Pio, accusato di un efferato delitto, lo vendette ai principi Aldobrandini ovvero al cardinale Pietro, sua sorella Olimpia e Giovanni Francesco. Il castello ospitò, il 3 dicembre 1598, anche il loro zio, papa Clemente VIII, che, nell'occasione, benedisse anche la nuova campana posta sulla torre del mastio. Nel XVII secolo della nobile famiglia rimase unica erede Olimpia Aldobrandini che, dopo essersi unita in prime nozze con Paolo Borghese, rimasta vedova, si risposò nel 1647 con Camillo Pamphilj. Questi nobili casati avevano ben altri interessi e non si curarono più di tanto dei loro possedimenti meldolesi: oltre al terremoto del 1661 e, quindi, agli obbligati lavori di ristrutturazione, non vi furono sostanziali cambiamenti. Prima dell'arrivo delle truppe napoleoniche ebbero il tempo di entrare in Meldola anche i Borghese Aldobrandini e i Doria Landi Pamphili di Genova che, su decisione della Sacra Rota, ne divennero feudatari.
Ma, ormai, il castello aveva perso ogni attrattiva e, trasformato in caserma per i soldati francesi, fu saccheggiato di tutti gli arredi. In queste condizioni tornò in mano, dopo la restaurazione, ai Doria Pamphilj e fu lasciato, inservibile come dimora, in totale abbandono. Il fortissimo terremoto del 1870 danneggiò fortemente gli edifici del lato nord-est del cortile che furono completamente demoliti. Nel 1995, precisamente il 17 ottobre, il comune di Meldola, grazie a un parziale contributo della regione, ne divenne proprietario.